# Düsseldorfer Monathefte

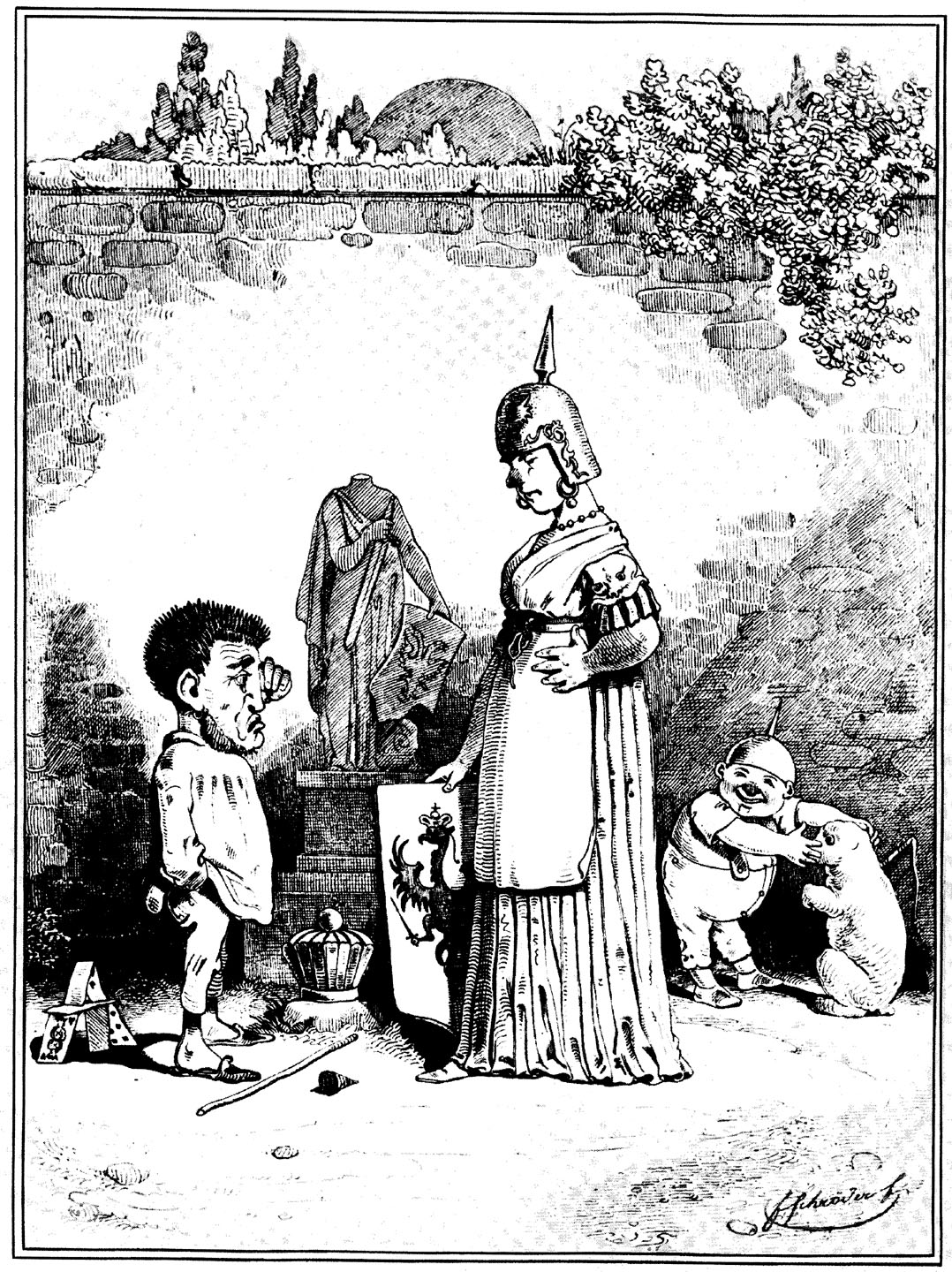
Caricature "Wat heulst'n kleener Hampelmann" de Ferdinand Schröder pour le Düsseldorfer Monathefte 1849

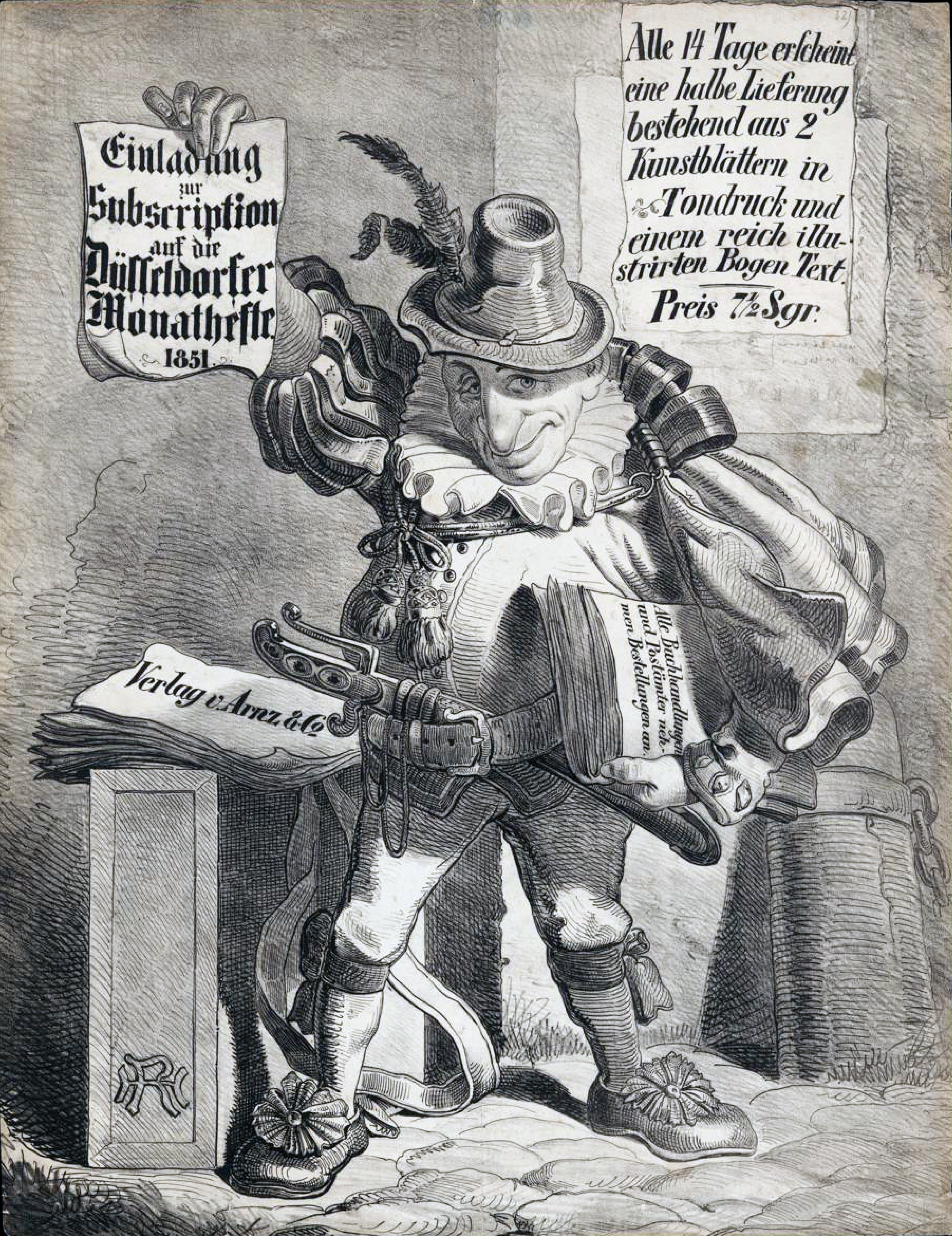
Invitation à s'abonner au Düsseldorfer Monathefte, illustration par Henry Ritter, 1851

Le Düsseldorfer Monathefte est un magazine satirique prussien publié entre 1847 et 1861. Le premier volume du Düsseldorfer Monathefte paraît en 1847/48. Le magazine cesse de paraître dans le volume 14 en 1861.

## Profil
Ce sont surtout des artistes de Düsseldorf qui participent au magazine, comme Andreas Achenbach, Oswald Achenbach, Wilhelm Camphausen, Theodor Hildebrandt, Friedrich Lilotte (de), Henry Ritter, Adolph Schroedter, Johann Baptist Sonderland et Franz Wieschebrink (de). Sur la page de garde de la première année, 24 employés sont nommés et 27 employés la seconde année (1849). Des artistes extérieurs peuvent également être amenés à collaborer, comme Theodor Hosemann  de Berlin et l'ophtalmologiste de Zeulenroda Ferdinand Schröder (de). Le modèle du journal est le journal satirique parisien Le Charivari. Aucun autre journal de satire politique en royaume de Prusse n'a à offrir une telle performance artistique de pointe.

## Édition
Les éditions des Düsseldorfer Monathefte sont considérables pour l'époque. Leur apparence initialement erratique vise à empêcher les autorités de censure d'intervenir. Dans un premier temps, un tirage de 5000 exemplaires peut être écoulé, mais en 1854, le nombre d'abonnés est de 600. La perte d'importance est également due à une tendance plutôt conciliante de la revue après 1849, mais aussi à une baisse de qualité 

## Gestion
Le peintre d'histoire Lorenz Clasen est responsable du magazine de 1847 à la fin de 1849.